# かくれんぼ。
『かくれんぼ。』（かくれんぼ。）は、田村ゆかりのアルバム。2023年4月19日にCana ariaから発売、株式会社テイチクエンタテインメントから販売された。

## 概要
前作から2年ぶりのアルバム。Cana ariaから発表された3枚目のフルアルバム。全曲書き下ろしの12曲構成になっている。
また、テイチクエンタテインメントオンラインショップにてアナログ盤の受注生産がされ、同年12月20日に発売された。

## 収録曲
1. Fanfare
作詞：川島亮祐
作編曲：サクマリョウ
2. Everlasting Voice
作詞：松井五郎
作編曲：宮崎誠
3. くちびるプラトニック
作詞：松井五郎
作編曲：奥田もとい
4. QT Two-Face
作詞：松井五郎
作編曲：園田健太郎
5. Sunny Spot
作詞：川島亮祐
作編曲：サクマリョウ
6. Moonhole
作詞：川島亮祐
作編曲：サクマリョウ
7. 忘れな月
作詞：奥華子
作曲：奥華子
編曲：中野定博
8. ぜんぶきみのせい。
作詞：RAM RIDER
作曲：RAM RIDER
編曲：RAM RIDER、FILTER SYSTEM
9. ブルジェオンの薔薇
作詞：松井五郎
作編曲：野村勇輔
10. Bejewel Escape
作詞：松井五郎
作編曲：園田健太郎
11. わすれもの
作詞：川島亮祐
作編曲：サクマリョウ
12. うらはら兎のねがいごと
作詞：松井五郎
作曲：渡辺翔
編曲：HAMA-kgn